# Hawaii Squadra Cinque Zero
Hawaii Squadra Cinque Zero (Hawaii Five-O) è una serie televisiva poliziesca statunitense ideata da Leonard Freeman nel 1968, e prodotta e trasmessa dalla CBS per 12 stagioni, sino al 1980. La serie è ambientata in un distretto di polizia a Honolulu, Hawaii; altre location occasionali sono l'isola di Oahu ma anche Los Angeles (California). Per lungo tempo Hawaii Squadra Cinque Zero è stata la serie poliziesca più longeva della televisione, prima di venir superata nel 2002 da Law & Order - I due volti della giustizia, grazie all'episodio Falsa identità. Nel 2010 è stato realizzato un reboot dal titolo Hawaii Five-0.

## Storia e personaggi
Negli anni 1960 le Hawaii non avevano ancora un proprio corpo di polizia, e il dipartimento dello sceriffo ne svolgeva di fatto le funzioni. Partendo da questa premessa, fu ideata la serie, che si basa sulle vicende di un'immaginaria squadra di polizia, la Hawaii Cinque Zero: il nome non fu casuale, in quanto scelto in onore dell'allora recente (1959) entrata di quelle isole – come 50º Stato – nell'Unione. A capo della squadra l'ex ufficiale di Marina Steve McGarrett, nominato direttamente dal governatore dello Stato Paul Jameson.
Lungo l'arco di 12 stagioni, McGarrett e il suo team vanno a caccia di criminali e mafiosi che infestano l'arcipelago hawaiiano. Con il supporto del procuratore (prima distrettuale, poi dello Stato) John Manicote, McGarrett assicura alla giustizia molti dei suoi nemici, il più tenace dei quali è il boss Honore Vashon. Per diverse stagioni questi cercherà di vendicare la morte di suo figlio, a suo dire causata da McGarrett. Spesso il detective si trova ad avere a che fare con il mondo dello spionaggio: in tali casi incrocia spesso il suo acerrimo nemico Wo Fat, agente segreto cinese.
Il canovaccio lascia poco spazio alle storie private. Mogli e fidanzate non si vedono quasi mai, anche se alcuni flashback restituiscono un giovane McGarrett romantico: ma l'impressione è che egli abbia ormai sposato la polizia e la causa della lotta al crimine. In un episodio del 1975 (McGarrett) è apparsa anche, nel ruolo di Lady Sybil Danby, l'attrice teatrale e cinematografica britannica Juliet Mills. Una delle figure fisse è stata quella di James MacArthur, attore teatrale, qui nei panni di Danny "Danno" Williams.

## Episodi
In Italia la serie è andata in onda sui canali della RAI a partire dal 1971. Dal 2011, Rai 2 replica la serie con il titolo originale Hawaii Five-O e con un nuovo doppiaggio.
| Stagione            | Episodi | Prima TV originale | Prima TV Italia |
| ------------------- | ------- | ------------------ | --------------- |
| Prima stagione      | 24      | 1968-1969          | 1971            |
| Seconda stagione    | 25      | 1969-1970          |                 |
| Terza stagione      | 24      | 1970-1971          |                 |
| Quarta stagione     | 24      | 1971-1972          |                 |
| Quinta stagione     | 24      | 1972-1973          |                 |
| Sesta stagione      | 24      | 1973-1974          |                 |
| Settima stagione    | 24      | 1974-1975          |                 |
| Ottava stagione     | 23      | 1975-1976          |                 |
| Nona stagione       | 23      | 1976-1977          |                 |
| Decima stagione     | 24      | 1977-1978          |                 |
| Undicesima stagione | 21      | 1978-1979          |                 |
| Dodicesima stagione | 19      | 1979-1980          |                 |

## Influenza culturale
Come accennato, Hawaii Squadra Cinque Zero fu il poliziesco più longevo nella storia della TV statunitense (12 stagioni) prima del record di Law & Order (20 stagioni a partire dal 1990). In ragione della sua longevità, divennero popolari anche molti modi di dire mutuati dalla serie: per esempio il termine inglese Five-O significò a lungo per i ragazzi Polizia. Ebbe molto successo anche la colonna sonora, da allora riprodotta in innumerevoli cover.
Subito dopo la fine della serie, parte del materiale e dei set costruiti furono riutilizzati dalla CBS per l'altra serie di successo ambientata alle Hawaii, Magnum, P.I. (1980-1988). Nei primi episodi della nuova serie, furono frequenti i riferimenti al background di Hawaii Squadra Cinque Zero.